# Challenger Salinas 2001
Il Challenger Salinas 2001 è stato un torneo di tennis facente parte della categoria ATP Challenger Series nell'ambito dell'ATP Challenger Series 2001. Il torneo si è giocato a Salinas in Ecuador dal 12 al 18 marzo 2001 su campi in cemento.

## Vincitori

### Singolare
David Nalbandian ha battuto in finale  Ronald Agénor con il punteggio di 6–4, 6–2

### Doppio
Luis Horna /  David Nalbandian hanno battuto in finale  Daniel Melo /  Flávio Saretta con il punteggio di 6–4, 0–6, 6–1